# Rezolucija muslimana Bosne, Hercegovine i Sandžaka iz 1989.
Rezolucija muslimana Bosne, Hercegovine i Sandžaka bio je dokument koji su donijeli muslimanski intelektualci iz Bosne, Hercegovine i Sandžaka na sastanku u Washingtonu DC 14. i 15. 1989. godine. Rezolucijom je zaključeno da će se oni zalagati za uspostavu slobodne Bosne i Hercegovine sa Sandžakom u sastavu Savezne Države Hrvatske, zasnovane na načelima slobode, demokracije i pluralizma. Reakcija državnih središnjica HSS-a u emigraciji bila je pozitivna. Na sastanku održanom 17., 18. i 19. studenoga 1989. u kanadskom Calgaryju dana je povoljna ocjena. Bilo je preko trideset sudionika sastanka. Došli delegati bili su iz Kanade, SAD i Australije. Dali su potporu rezoluciji i odlučili ju poslati svim svjetskim čimbenicima.